# Asplenium sphenotomum
Asplenium sphenotomum är en svartbräkenväxtart som beskrevs av Wilhelm B. Hillebrand.
Asplenium sphenotomum ingår i släktet Asplenium och familjen Aspleniaceae. Inga underarter finns listade i Catalogue of Life.